# Fisiologia renal
Fisiologia renal é o estudo da fisiologia dos rins. A unidade funcional do rim é o néfron. O sangue da arteríola aferente entra no glomérulo, onde parte é filtrado e parte sai do glomérulo pela arteríola eferente. O ultrafiltrado glomerular passa pelos túbulos do néfron, onde ocorre seu processamento através de reabsorção e secreção. Ao sair do Ducto coletor pelas papilas renais, entrando na pelve renal, o fluido já pode ser chamado de urina, já que as demais vias urinárias não processam o fluido. Este artigo foca na visão geral da fisiologia renal humana.

## Néfrons
Todos os néfrons possuem os mesmos componentes estruturais, mas existem dois tipos cujas estruturas dependem da sua localização no rim. 
- Néfrons corticais: a maioria dos néfrons é cortical e tem seus glomérulos localizados nas regiões intermediária a externa do córtex. Possuem alça de Henle curta. São irrigados por capilares peritubulares, que circundam os néfrons corticais e são compartilhados com os néfrons adjacentes. São responsáveis pela maior parte da filtração glomerular, por serem mais numerosos e porque suas arteríolas aferentes são mais calibrosas que as eferentes.
- Néfrons justamedulares: um número menor de néfrons é justamedular e tem seus glomérulos situados no limite entre o córtex e a camada externa da medula. Possuem alça de Henle longa. São irrigados por capilares individuais chamados vasa recta, que seguem ao lado das longas alças de Henle. São responsáveis pela geração de gradiente osmótico necessário à concentração da urina. [1]

## Autorregulação da filtração glomerular
Autorregulação da filtração glomerular possui 3 principais fatores determinantes:
- Reflexo vasorreativo (miogênico) autonômico na arteríola aferente: primeira linha de defesa contra as oscilações do fluxo sanguíneo renal. As alterações súbitas da pressão de perfusão renal provocam constrição ou dilatação reflexa da arteríola aferente em resposta ao aumento ou à redução da pressão, respectivamente. Esse fenômeno ajuda a proteger o capilar glomerular das alterações repentinas da pressão sistólica. [1]
- Feedback tubuloglomerular: mediado por células especializadas existentes no ramo ascendente espesso da alça de henle, conhecidas como mácula densa e que atuam como sensores da concentração de solutos e da taxa de fluxo tubular. 
  - Com taxas elevadas do fluxo tubular, que indica uma taxa de filtração inadequadamente alta, a quantidade de solutos que chega na mácula densa é maior e isso provoca vasoconstrição da arteríola aferente, resultando na normalização do RFG. Um dos componentes solúveis que sinalizam à mácula densa é o ATP liberado pelas células durante a absorção aumentada de NaCl. No espaço extraceluluar, ele é metabolizado em adenosina, que atua como potente vasoconstritor da arteríola aferente.
  - Com taxas reduzidas do fluxo tubular, a quantidade reduzida de solutos que chegam à mácula densa atenua o FTG, possibilitando a dilatação da arteríola aferente e normalizando a filtração glomerular.
  - OBS: angiotensina II aumenta o FTG, enquanto óxido nítrico diminui o FTG. [1]
- Vasoconstrição da arteríola eferente mediada pela angiotensina II: em condições de redução do fluxo sanguíneo renal, a renina é secretada pelas células granulosas dentro da parede da arteríola aferente, nas proximidades da mácula densa, em uma região conhecida como aparelho justaglomerular. Por ser uma enzima proteolítica, a renina catalisa a conversão do angiotensinogênio em angiotensina I, que depois é convertida em angiotensina II pela enzima conversor da angiotensina (ECA). A angiotensina II causa vasoconstrição da arteríola eferente, e o aumento resultante da pressão hidrostática glomerular eleva a RFG a níveis normais. [1]

## Filtração
A formação da urina tem inicio no glomérulo, onde 20% do plasma que entra no rim, através da artéria renal, são filtrados devido à pressão hidrostática do sangue nos capilares glomerulares. Os 80% de plasma restante, que não foram filtrados, circulam ao longo dos capilares glomerulares, atingindo a arteríola eferente, se dirigindo para a circulação capilar peritubular.
O filtrado é um fluido de composição semelhante à do plasma, porém com poucas proteínas e macromoléculas, uma vez que o tamanho dessas substâncias dificulta sua filtração através da parede do glomérulo renal. Portanto, diz-se que por uma barreira de filtração glomerular normal não passa nenhuma molécula com peso molecular acima de 60 kiloDaltons, condição que pode ser alterada por doenças glomerulares (como a síndrome nefrítica e a síndrome nefrótica).

## Processamento tubular
Após sua formação, o filtrado glomerular caminha pelos túbulos renais e sua composição e volume são então modificados pelos mecanismos de reabsorção tubular (processo de transporte de uma substancia do interior tubular para o sangue que envolve o túbulo) e secreção tubular (processo no sentido inverso da reabsorção tubular) existentes ao longo do néfron.
Portanto, o processo de depuração renal, além de se dar pela filtração glomerular, pode também ser feito por meio da secreção tubular, uma vez que o sangue que passou pelos glomérulos e não foi filtrado atravessa uma segunda rede capilar, peritubular. Por outro lado, graças à reabsorção tubular, muitas substâncias depois de filtradas voltam ao sangue que percorre os capilares peritubulares, entrando na circulação sistêmica pela veia renal que sai do órgão.
A reabsorção e a secreção dos vários solutos através do epitélio renal são feitas por mecanismos específicos, passivos ou ativos, localizados nas membranas da célula tubular. Todos os sistemas de transporte são interdependentes.
Como exemplo, um importante mecanismo como a reabsorção tubular do sódio, que utiliza grande fração do suprimento energético total do rim, exerce significativa influencia no gradiente eletroquímico através do epitélio tubular, o qual passa a afetar o transporte dos demais solutos pela parede tubular. Adicionalmente a reabsorção do sódio e do cloreto, os mais abundantes solutos existentes no filtrado glomerular, estabelece gradientes osmóticos através do epitélio tubular que permitem a reabsorção passiva de água. Esta passa do interstício para a circulação peritubular por meio de um balanço entre as pressões oncótica (exercida pelas proteínas plasmáticas) e hidrostática existentes no interior dos capilares peritubulares. A reabsorção de água aumenta a concentração dos solutos no liquido remanescente no lúmen tubular; portanto, a reabsorção de água modifica o gradiente químico responsável pelo transporte passivo de determinados solutos através do epitélio, como no caso da ureia. Além disso, o gradiente eletroquímico de sódio pode prover energia necessária para o transporte de outras substancias, como glicose e aminoácidos. Em vista disso, a inibição ou a estimulação da reabsorção de sódio, por certos hormônios ou drogas, causa alterações no transporte dos demais solutos.
Ao longo do néfron, uma série de forças atua no sentido de modificar a concentração das substancias presentes no filtrado glomerular, variando a quantidade de solutos que são excretados na urina final. A reabsorção de água tende a aumentar a concentração de todos os solutos do fluido tubular, havendo alguns cuja concentração intratubular varia apenas em função desse processo, não sendo reabsorvidos nem secretados. Nesse caso a quantidade de soluto filtrado é igual à excretada na urina final. Entretanto, a maioria dos constituintes naturais do filtrado é reabsorvida ao longo do túbulo e volta ao sangue, sendo sua quantidade filtrada maior que a excretada; porém, sua concentração na urina final pode ser maior ou menor que a no filtrado glomerular, dependendo da quantidade de água que for reabsorvida nos túbulos.

## Composição da urina
A composição da urina difere da do fluido extracelular em vários aspectos. Em um individuo normal, embora a composição e o volume do fluido extracelular se mantenham dentro de estreitos limites, a quantidade de solutos e água da urina é bastante variável e depende da ingestão dessas substancias. Um indivíduo normal excreta mais sódio na urina quando sua dieta é mais elevada em sal do que quando esta é baixa; porém em ambas as situações o equilíbrio entre ingestão e excreção de sódio é mantido. Similarmente, o volume urinário é maior em condições de sobrecarga de água que de restrição a mesma. Essas relações indicam que não existem valores normais absolutos para a excreção urinaria de água e solutos, havendo uma gama de variações que reflete a ingestão diária.

## Funções renais gerais
A participação do rim na manutenção do meio interno do organismo se dá por meio dos seguintes processos:
- Regulação do volume extracelular (através do balanço de Sódio)

- Regulação da osmolaridade (através do balanço de água livre)

- Controle do balanço eletrolítico

- Regulação do equilíbrio ácido-base

- Conservação de nutrientes

- Excreção de resíduos metabólicos e de substâncias estranhas

- Regulação da hemodinâmica renal e sistêmica

- Participação na produção dos glóbulos vermelhos (produção de Eritropoetina pela medula renal, induzida por baixa pO2)

- Participação na regulação do metabolismo ósseo de cálcio e fosforo (além do processamento renal, rim produz Vitamina D)

## Classificação de substâncias pelo processamento renal
1. Substâncias filtradas, não secretadas e não reabsorvidas (quantidade filtrada = quantidade excretada):
- Inulina
- Creatinina (Obs: creatinina é um pouco secretada)

2. Substâncias filtradas, não secretadas e reabsorvidas parcialmente (quantidade filtrada < quantidade excretada)
- Ureia
- Sódio

3. Substâncias filtradas, parcialmente reabsorvidas, parcialmente secretadas
- Potássio

4. Substâncias filtradas, reabsorvidas totalmente e não secretadas (Clearance renal = zero):
- Glicose (em pessoas com níveis de glicose abaixo de 180 mg/dL)
- Aminoácidos

5. Substâncias filtradas, não reabsorvidas e secretadas totalmente (maior clearance possível)
- Para amino-hipurato (PAH)

Obs: a lista contém apenas exemplos, não todas as móleculas ou os íons de cada uma das categorias citadas

## Clearance Renal
O Clearance de uma substância A pode ser entendido como o "quanto de plasma (virtualmente) ficou livre da substância A em determinado tempo". Sua unidade de medida é, portanto, volume/tempo, sendo que é comum expressá-lo como mL/min ou L/dia
{\displaystyle Cl={\frac {M}{[A]_{plasma}}}}
- Cl  = Clearance (volume/tempo)
- M  = Massa removida em determinado tempo (massa/tempo)
- [A]plasma = Concentração de A no plasma (massa/volume)

Podemos expressar a massa removida da seguinte maneira:
{\displaystyle M=F_{u}\cdot [A]_{urina}}
- M  = Massa removida em determinado tempo (massa/tempo)
- Fu  = Fluxo urinário (volume/tempo)
- [A]urina = Concentração na A na urina (massa/volume)

Dessa forma, a fórmula do clearance pode ser reescrita como sendo:
{\displaystyle Cl_{A}={\frac {F_{u}\cdot [A]_{urina}}{[A]_{plasma}}}}
- ClA  = Clearance renal de A (volume/tempo)
- [A]plasma = Concentração de A no plasma (massa/volume)
- Fu  = Fluxo urinário (volume/tempo)
- [A]urina = Concentração de A na urina (massa/volume)

### Considerações sobre o uso de creatinina para o cálculo da RFG
Como a creatinina é um pouco secretada (como veremos posteriormente, FEcreatinina ≅ 1,05), o valor de RFG calculado será um pouco maior que o normal. A defasagem entre o valor real de RFG e o valor de RFG obtido pelo uso de creatinina no cálculo aumenta a medida em que o valor real de RFG é menor. Assim, o uso de creatinina no cálculo pode superestimar o valor de RFG em pacientes com Insuficiência Renal, o que pode ter consequências para seu tratamento. Por sorte, o método colorimétrico de obtenção da concentração plasmática de creatinina geralmente também superestima o valor real dessa concentração. Portanto, em geral esses dois efeitos se cancelam.

A ingestão aumentada de carne ou doenças que cursam com destruição de tecido muscular podem alterar os valores plasmáticos de creatinina no paciente, já que a creatinina é um metabólito da fosfocreatinina.

## Cálculo do Fluxo Plasmático Renal: o caso especial do Clearance do PAH
Como mencionado anteriormente, o PAH é uma substância filtrada, não reabsorvida e totalmente secretada, de modo que a massa de PAH que chega aos rins é a mesma massa que é excretada na urina. Matematicamente, tem-se:
{\displaystyle Massa\ de\ PAH\ que\ chega\ aos\ rins=Massa\ de\ PAH\ excretada\ na\ urina}
{\displaystyle FPR\cdot [PAH]_{plasma}=F_{u}\cdot [PAH]_{urina}}
{\displaystyle FPR={\frac {F_{u}\cdot [PAH]_{urina}}{[PAH]_{plasma}}}}
∴ {\displaystyle FPR=Cl_{PAH}}
- FPR  = Fluxo plasmático renal (volume/tempo)
- [PAH]plasma = Concentração de PAH no plasma (massa/volume)
- [PAH]urina = Concentração de PAH na urina(massa/volume)
- Fu = Fluxo urinário (volume/tempo)
- ClPAH = Clearance renal de PAH (volume/tempo)

Portanto, utiliza-se PAH em pesquisa básica para determinar o Fluxo Plasmático Renal em animais de laboratório.

## Cálculo do Ritmo de Filtração Glomerular: o caso especial da inulina
De modo semelhante ao que foi feito anteriormente para o cálculo do FPR, o Ritmo de Filtração Glomerular (RFG) pode ser calculado a partir do clearance de uma substância exógena. No caso, utiliza-se a inulina, uma substância filtrada que não sofre qualquer tipo de processamento tubular. Desse modo, a massa de inulina filtrada é igual à massa de inulina excretada na urina. Utilizando equações análogas àquelas mostradas na seção anterior, é possível concluir que:
{\displaystyle RFG=Cl_{inulina}}
- RFG = Ritmo de filtração glomerular (volume/tempo)
- Clinulina = Clearance renal de inulina (volume/tempo)

Considera-se que o valor normal para o RFG é de 120 mL/min. 
É importante destacar que a inulina não tem relevância na prática clínica, mas sim em pesquisa básica. Na clínica, utiliza-se o Clearance de creatinina para determinar o RFG aproximado. O valor não será tão preciso como no caso da inulina, pois a creatinina é um pouco secretada nos túbulos.

## Cálculo da Fração de Excreção
A Fração de Excreção de uma substância A pode ser definida matematicamente como:
{\displaystyle FE_{A}={\frac {M_{A\ excretada}}{M_{A\ filtrada}}}}
- FEA = Fração de excreção de A (adimensional)
- MA excretada = Massa de A excretada (massa)
- MA filtrada = Massa de A filtrada (massa)

O valor da massa filtrada não pode ser determinado diretamente. Contudo, ainda é possível determinar a Fração de excreção de A a partir da manipulação matemática da fórmula acima:
{\displaystyle FE_{A}={\frac {M_{A\ excretada}}{M_{A\ filtrada}}}}
- FEA = Fração de excreção de A (adimensional)
- MA excretada = Massa de A excretada (massa)
- MA filtrada = Massa de A filtrada (massa)

{\displaystyle FE_{A}={\frac {F_{u}\cdot [A]_{urina}}{[A]_{plasma}\cdot RFG}}}
- FEA = Fração de excreção de A (adimensional)
- Fu = Fluxo urinário (volume/tempo)
- [A]plasma = Concentração de A no plasma (massa/volume)
- [A]urina = Concentração de A na urina (massa/volume)
- RFG = Ritmo de filtração glomerular (volume/tempo)

Como determinamos anteriormente, {\displaystyle Cl_{A}={\frac {F_{u}\cdot [A]_{urina}}{[A]_{plasma}}}}. Ainda, {\displaystyle RFG=Cl_{inulina}}. Logo:
{\displaystyle FE_{A}={\frac {Cl_{A}}{Cl_{inulina}}}}
- FEA = Fração de excreção de A (adimensional)
- ClA = Clearance renal de A (volume/tempo)
- Clinulina = Clearance renal de inulina (volume/tempo)

Ou então
{\displaystyle FE_{A}={\frac {[A]_{urina}/[A]_{plasma}}{[inulina]_{urina}/[inulina]_{plasma}}}}
- FEA = Fração de excreção de A (adimensional)
- [A]plasma = Concentração de A no plasma (massa/volume)
- [A]urina = Concentração de A na urina (massa/volume)
- [inulina]plasma = Concentração de inulina no plasma (massa/volume)
- [inulina]urina = Concentração de inulina na urina (massa/volume)

Se FEA > 1, o efeito final do processamento tubular sobre A é de secreção (não significa necessariamente que não há reabsorção; se houver, a secreção é maior).
Se FEA < 1, o efeito final do processamento tubular sobre A é de reabsorção (não significa necessariamente que não há secreção; se houver, a rebasorção é maior).
Se FEA = 1, o efeito final do processamento tubular sobre A é nulo (em teoria, pode ser que haja reabsorção e secreção em níveis idênticos; contudo, a conclusão mais provável é que não há processamento tubular sobre A nesse caso). 
Pode-se obter resultados aproximados com a utilização da creatinina no lugar da inulina. Porém, não será preciso pois a creatinina é levemente secretada. Podemos provar isso ao obtermos o valor de FEcreatinina, que é aproximadamente 1,05.